# Kamenický Šenov
Kamenický Šenov é uma cidade checa localizada na região de Liberec, distrito de Česká Lípa.